# Carassius
Il genere Carassius comprende 6 specie di robusti pesci d'acqua dolce, appartenenti alla famiglia Cyprinidae.

## Distribuzione e habitat
Tutte le specie sono diffuse nelle acque dolci e salmastre tropicali e subtropicali dell'Eurasia; Carassius auratus e C. gibelio, originariamente asiatiche, sono state introdotte a partire dal XIX secolo anche nelle acque dolci europee, con danni agli ecosistemi originari.

## Descrizione
Gli esemplari giovani hanno un corpo allungato, poco compresso ai fianchi, con profilo dorsale e ventrale poco convessi. Gli adulti invece sono tozzi, compressi ai fianchi, con grosse scaglie e profilo dorsale molto incurvato, con l'apice all'attaccatura della pinna dorsale. Le pinne sono tozze e sviluppate, la bocca grande, con labbra carnose. La livrea è diversa a seconda della specie, ma tende a variare dal bruno al giallo al verde. 
Le dimensioni si attestano mediamente sui 35 cm di lunghezza, con l'eccezione di Carassius carassius che supera i 60 cm.

## Alimentazione
Hanno dieta prevalentemente onnivora

## Acquariofilia

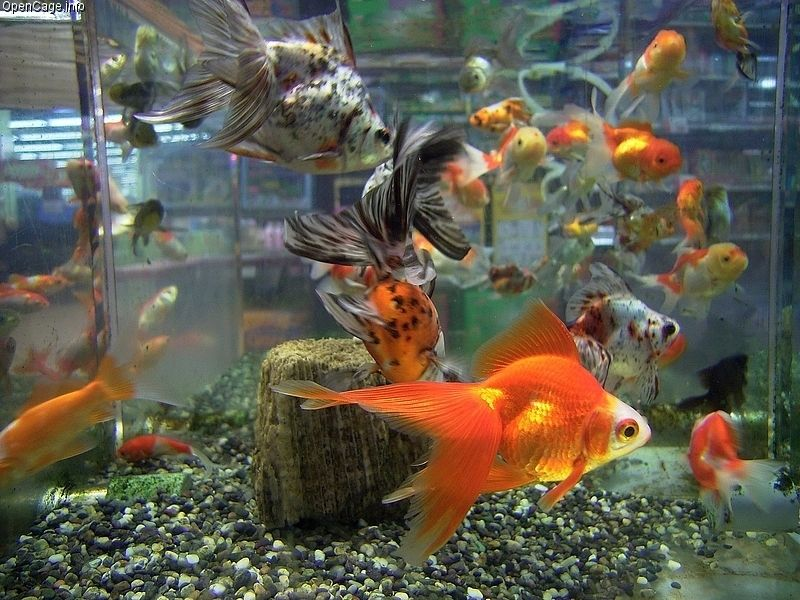
Varietà ornamentali di Carassius auratus

Grande importanza per l'acquariofilia ha la versione domestica del Carassius auratus, conosciuto globalmente come pesce rosso. Da più di mille anni l'uomo si è intromesso nella riproduzione di questa specie, creando e selezionando numerose varietà. 

Le altre specie sono a volte allevate negli acquari pubblici.

## Pesca
Commestibili ma poco ricercate per la liscosità e l'insapidità delle carni, i carassi sono oggetto però di pesca sportiva, prede ambite dai pescatori.

## Specie
Il genere comprende 6 specie:
- Carassius auratus – pesce rosso
- Carassius carassius – carassio
- Carassius cuvieri
- Carassius gibelio – carpa di Prussia
- Carassius langsdorfii
- Carassius praecipuus